# John Sherman
John Sherman (n. 10 mai 1823, Lancaster⁠(d), Ohio, SUA – d. 22 octombrie 1900, Washington, D.C., District of Columbia, SUA) a fost un politician american, Secretar de Stat al Statelor Unite între 1897 și 1898.
În Senatul american (1861-1877, 1881-1897) a propus Legea Sherman Antitrust și Legea Sherman privind achiziționarea argintului (1890).